# Sawyer, Kansas
Sawyer är en ort i Pratt County i Kansas. Orten har fått sitt namn efter järnvägsdirektören Warren Sawyer. Vid 2020 års folkräkning hade Sawyer 89 invånare.